# Levi Bissell
Levi Bissell, también escrito Levi Bissel, (1800 - 5 de agosto de 1873) fue un ingeniero estadounidense, inventor del eje de ferrocarril pivotante que lleva su nombre. 

## Semblanza

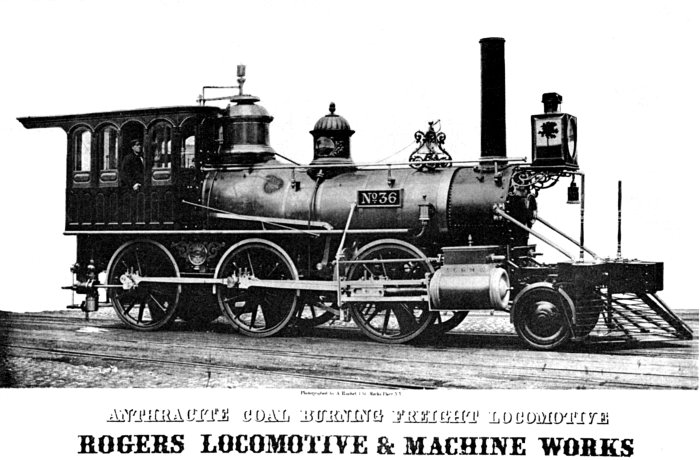
Boje bissell en una locomotora de la Fábrica de Locomotoras y Máquinas Rogers (1863)

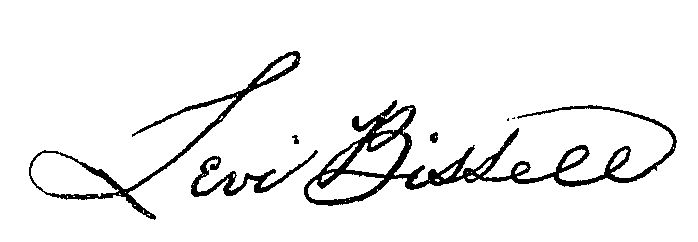
Firma de Levi Bissell

Bissell aparece mencionado en el número 6 de la revista Burton's Gentleman's Magazine, en un artículo firmado por Edgar Allan Poe (Filadelfia, 1840); y en el Polytechnical Journal - Volumen 77 (Stuttgart, 1840), cuando inventó una máquina neumática en Newark. Se hizo conocido como diseñador de un boje convencional (en 1841) y del eje Bissel, que utilizó en 1857 en una locomotora de vapor. 